# Патрік Маінка
Патрік Маінка (нім. Patrick Mainka, нар. 6 листопада 1994, Гютерсло, Німеччина) — німецький футболіст, опорний півзахисник клубу «Гайденгайм».

## Ігрова кар'єра
Патрік Маінка з 2009 року займався футболом в молодіжній команді клубу «Армінія» з Білефельда. У грудні 2013 року футболіст зіграв свою дебютну гру в основі у матчі Другої Бундесліги проти «Гройтер Фюрта».
Влітку 2014 року Маінка перейшов до складу клубу Бундесліги «Вердер». Але за два сезони в основі футболіст не зіграв жодного матчу і через два роки став гравцем дортмундської «Боруссії». Але і цього разу Маінка виступав лише за другу команду у Регіональній лізі.
Влітку 2018 року після закінчення контракту з «Боруссією» Маінка підписав дворічний контракт з «Гайденгаймом». Вже з першого сезону футболіст забронював за собою постійне місце в основі і тому у 2019 році було підписано новий контракт терміном до 2024 року.